# Rio Perené
O rio Perené é um curso de água que banha o Peru. Se encontra na região central do Peru, no lado oriental dos Andes, pertencendo à bacia Amazônica.
Nasce na região de Junim, ao norte do povoado de San Antonio de Ocopa, onde se encontra um mosteiro da ordem dos franciscanos. Em seu curso superior recebe o nome de Chanchamaio, chamando-se recém Perené a partir da confluência com o rio Paucartambo. Possui curto percurso, mas um regime pluvial e periglacial e um grande volume todo o ano. O Perené conflui com o rio Ene, no povoado de Puerto Prado, a 295 mm para formar o rio Tambo antes que suas águas confluam com o rio Urubamba para formar o rio Ucaiáli o qual depois se chega a juntar com o Maranhão para finalmente formar o rio Amazonas.